# هانز ياكوب
هانز ياكوب (بالألمانية: Hans Jakob)‏ (16 يونيو 1908 – 24 مارس 1994) لاعب كرة قدم ألماني راحل كان يجيد اللعب في خط حراسة المرمى .
لعب طوال مسيرته الرياضية في أندية يان ريفينسبورغ، بايرن ميونيخ (1942-1945).
مثل منتخب ألمانيا في 38 مباراة (1930-1939). شارك مع منتخب ألمانيا في بطولة كأس العالم 1934 في إيطاليا حيث احتل المركز الثالث وبطولة كأس العالم لكرة القدم 1938 في فرنسا حيث خرج من الدور الأول.

## وصلات خارجية
- هانز ياكوب على موقع قاعدة بيانات كرة القدم.إي يو (الإنجليزية)
- هانز ياكوب على موقع ناشيونال فوتبول تيمز (الإنجليزية)
- هانز ياكوب على موقع Soccerway.com (الإنجليزية)
- هانز ياكوب على موقع عالم كرة القدم.نت (الإنجليزية)
- هانز ياكوب على موقع أوليمبيديا (الإنجليزية)